# Ommata subcastanea
Ommata subcastanea är en skalbaggsart som beskrevs av Dmytro Zajciw 1966. Ommata subcastanea ingår i släktet Ommata och familjen långhorningar. Inga underarter finns listade i Catalogue of Life.